# 浜井皓
浜井 皓（はまい あきら、1989年1月21日 ）は、日本のモデル・タレント。大阪府守口市出身。ネットラジオなどへの出演、スチール撮影などの活動をおこなっている。所属事務所はシンフォニア。

## 経歴
2015年　12月よりメンズユニットONNEBINE（穏便）結成。
2016年　4月ネットラジオ　ソラトニワにて「ONNEBINE BEAT」レギュラー出演。

## 人物
大阪府守口市に生まれ、中学卒業時まで過ごす。
高校入学と同時に大阪を離れ、野球留学のため岡山県へ移る。甲子園への出場は無かった。その後大学へ進学し野球を続ける傍ら、4年生時には友人の影響でモデル活動も経験。大学卒業後は名古屋へ移り、社会人野球を3年経験した後、野球生活を終えた。当時名古屋で働いていた飲食店での勤務中に、九州の大手企業からスカウトを受けそのまま福岡へ移り住み、営業マンとして1年半勤務した。
福岡での勤務時代は1年目に2014年の下期優秀セールスマンにも輝き、表彰を受けた。
EXILEの大ファンであり、そのEXILEと共に仕事をするという夢を叶えるため企業を退職。芸能活動を開始した。
2015年12月より6人組メンズユニット「ONNEBINE」所属。